# الصفيراء (بني ضبيان)

تعديل مصدري - تعديل

الصفيراء هي إحدى قرى عزلة بني ضبيان بمديرية بني ضبيان التابعة لمحافظة صنعاء، بلغ تعداد سكانها 254 نسمة حسب تعداد اليمن لعام 2004.